# Brachystegia bakeriana
Brachystegia bakeriana, comummente conhecida no português de Angola como mussixi, é uma espécie de arbusto ou pequena árvore da família das Fabáceas.

## Etimologia
Quanto ao nome científico desta espécie:
- O nome genérico, Brachystegia, provém de uma aglutinação dos étimos gregos clássicos, βραχύς (braquis)[3], qe significa «curto, pequeno» e στέγος (stégos), que significa «telhado, cobertura»[4], por alusão às flores das espécies deste género, que são pequenas e não contam com cálice.[5]
- O epíteto específico, bakeriana, serve de homenagem ao botânico inglês Edmund Gilbert Baker, decano do departamento de botânica do Museu Britânico.[1]

## Descrição
Árvore decídua, capaz de medir entre 5 a 8 metros de altura.
Do que toma aos ramos, são glabros, apresentam lenticelas pouco visíveis, com cerca de 1–5 mm de espessura.
As folhas, quando jovens, contam com pêlos curtos, tornando-se glabrescentes com o tempo. Posteriormente, as folhas assumem dimensões de 3–5–6 cm de comprimento. Assentam em ráquis com poucos pêlos, ligeiramente alargados por debaixo dos folíolos. 
Os folíolos, por seu turno, dispõem-se em 2–3 pares, têm formatos oblíquos, oblongos-elípticos. A base dos folíolos é arredondada. O folíolo terminal chega aos 2,5–3,5 cm de comprimento e 1,5–2 cm de largura, assumindo uma textura papirácea, e uma coloração verde-acinzentada, é glabro e conta com enervação reticulada, as estípulas ou são caducas ou não as tem de todo.
Do que toca à inflorescência, esta é em espiga, com cerca de 2–3,5 cm de comprimento. As bractéolas têm formato largamente obovado-oblongo, medindo cerca de 7 mm de comprimento e 3,5 mm de largura, pubescentes.
No que respeita às flores, não têm sépala; o tubo estaminal pode chegar até 4 mm de comprimento e o ovário é pediculado e pubescente.
O fruto consiste numa vagem que se assemelha às da espécie Brachystegia spiciformis, comummente conhecida como mupanda. Dessarte, é lenhoso, oblongo, truncado, com 9 cm de comprimento e 3 cm de largura, glabro.
Dentro destas vagens estão as sementes, que por seu turno medem cerca de 1–5 cm de comprimento e mais de 1 cm de largura.

## Distribuição
Pode ser encontrada em vários países do continente africano, nomeadamente em Angola e na Zâmbia.
Esta espécie está ameaçada por perda de habitat.